# Polaroid Corporation

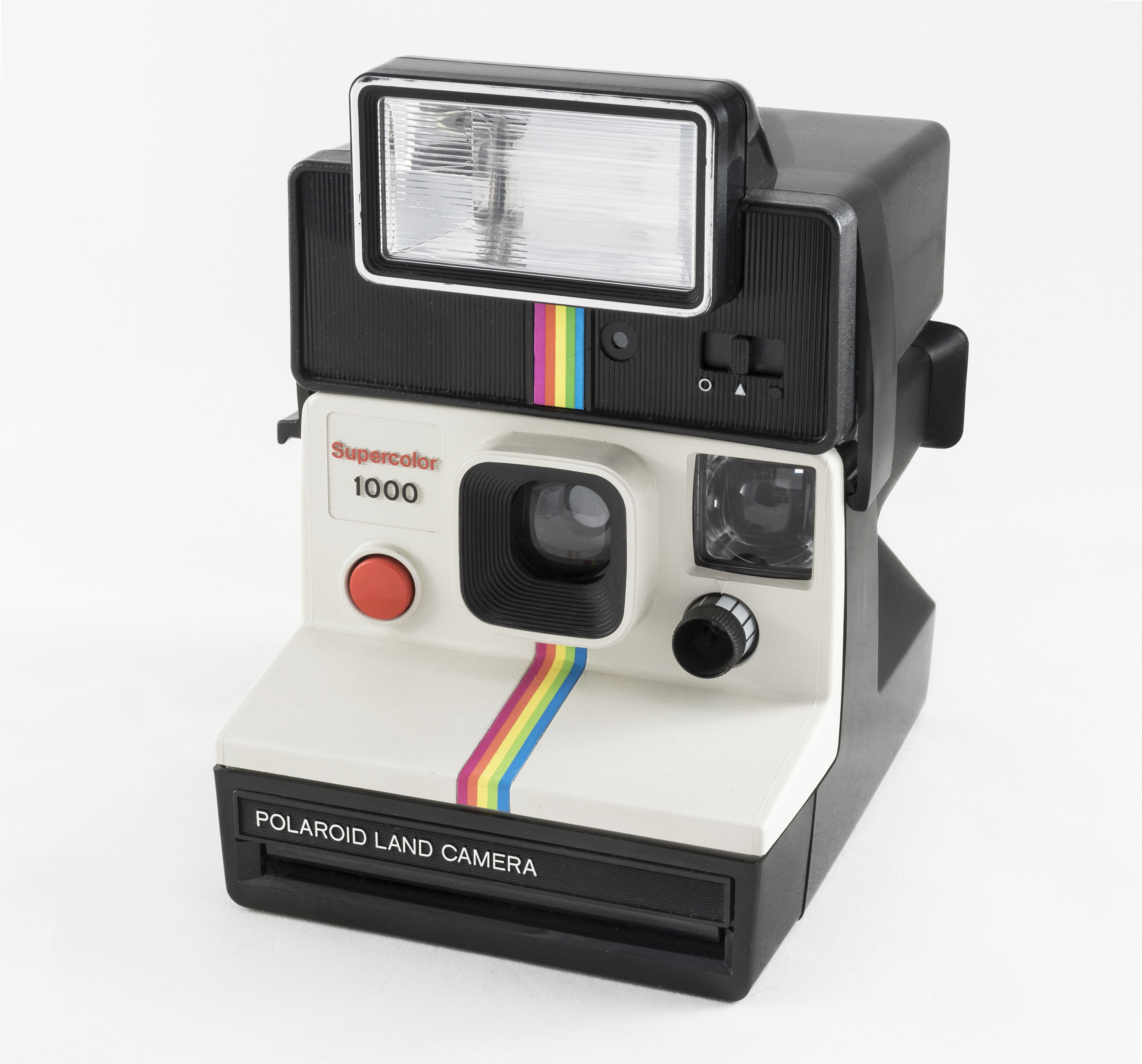
Aparat Polaroid Supercolor 1000

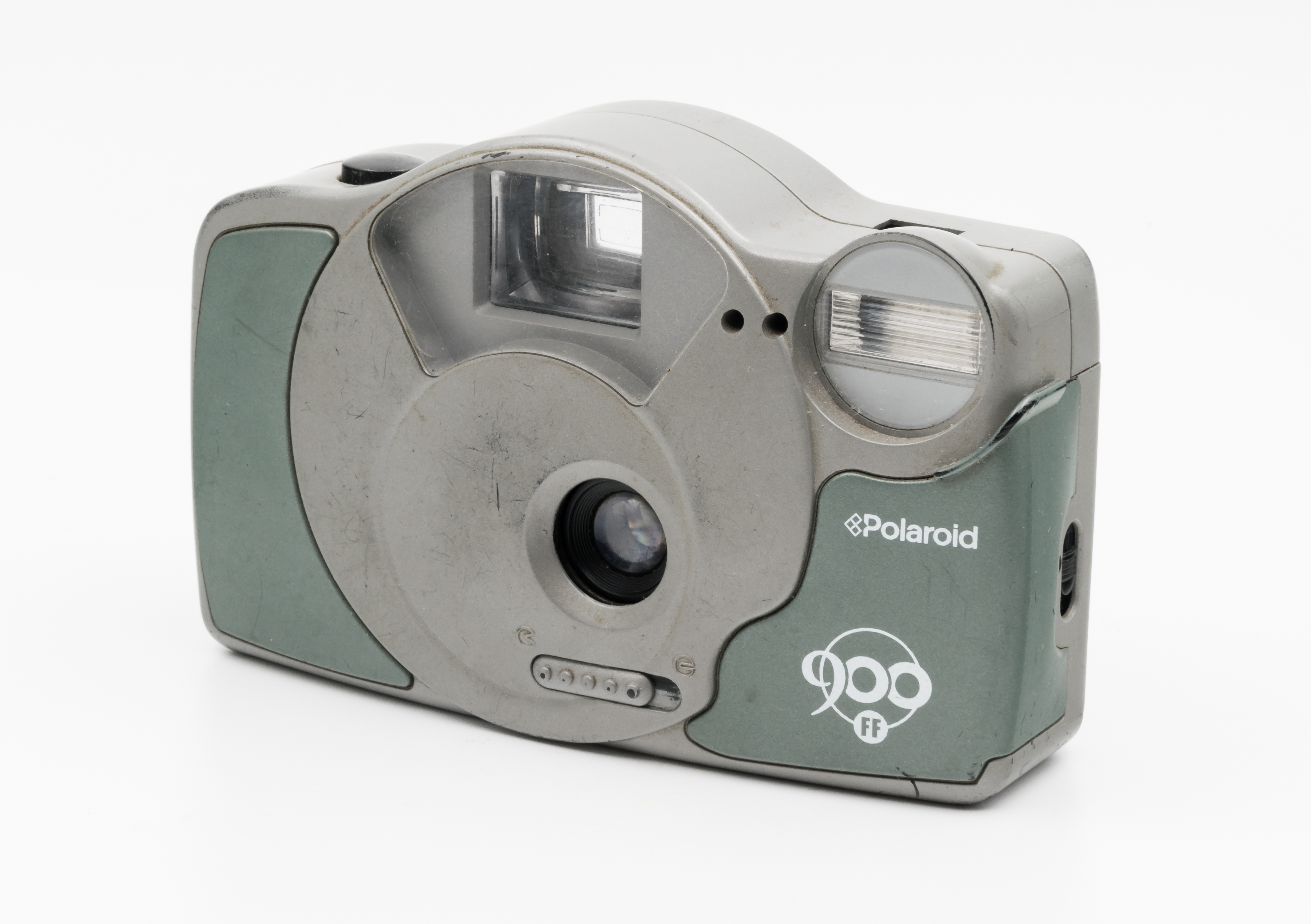
Aparat Polaroid 900FF

Polaroid – amerykańskie przedsiębiorstwo, założone w 1937 r. przez Edwina Herberta Landa. Jego najbardziej znanym produktem są filmy i aparaty do fotografii błyskawicznej, które pojawiły się na rynku w 1948 r.
Większość przychodów przedsiębiorstwo czerpało jednak z wynalezienia i produkcji polaroidu, folii z tworzywa sztucznego, który posiada zdolność filtrowania światła spolaryzowanego.

## Historia
Pierwszym produktem przedsiębiorstwa była folia polaryzacyjna oparta na kryształkach siarczku jodochininy zatopionych w nitrocelulozie, wynalazku E.H. Landa, opatentowanym przez niego w 1929 r. Prawdziwy rozkwit firmy nastąpił jednak dopiero w latach 40. XX w., kiedy to rozpoczęto masową produkcję folii polaryzacyjnej, opartej na poli (alkoholu winylowym) domieszkowanym jodkiem potasu.
W 1947 r. przedsiębiorstwo wprowadziło na rynek aparat fotograficzny zdolny do błyskawicznego wywoływania zdjęć o nazwie „Land Camera”, przy pomocy którego można było wykonywać zdjęcia czarno-białe.
W 1963 r. wprowadzono na rynek technologię Polacolor, która umożliwiła błyskawiczne wykonywanie zdjęć kolorowych.
Bardzo ważnym etapem rozwoju przedsiębiorstwa było wypuszczenie na rynek Systemu SX-70 w 1972 r., który umożliwił zastosowanie fotografii błyskawicznej do aparatów lustrzankowych.
Pod koniec lat 70. XX w. przedsiębiorstwo opracowało technologię Polavision, która umożliwia kręcenie filmów, w technologii fotografii błyskawicznej. Produkt ten został wprowadzony na rynek za późno, w czasie gdy rozpowszechniły się już kamery wideo.
W latach 80. XX w. przedsiębiorstwo toczyło długoletni spór patentowy z firmą Kodak, który ostatecznie wygrała 9 stycznia 1986 r., co zmusiło Kodaka do rezygnacji z udziału w rynku fotografii błyskawicznej.
Pod koniec lat 90. XX w. przedsiębiorstwo próbowało wejść na rynek fotografii cyfrowej, jednak bez większego powodzenia.
11 października 2001 r. ogłoszono upadłość przedsiębiorstwa. Większość jej aktywów przejęła spółka Polaroid Holding Company (PHC), utworzona przez głównego wierzyciela dawnego Polaroida, Bank One. Proces przejęcia aktywów przedsiębiorstwa był powszechnie krytykowany, gdyż umożliwił on odejście władzom spółki z dużymi odprawami, pozostawiając jednocześnie resztę pracowników i posiadaczy akcji bez żadnej rekompensaty.
27 kwietnia 2005 firma Petters Group Worldwide ogłosiła przejęcie PHC. Petters Group Worldwide to firma specjalizująca się w przejmowaniu upadłych spółek, wyłącznie w celu przejęcia prawa do ich znaku towarowego.
W maju 2017 r. grupa inwestorów, której przewodził Wiaczesław Smołokowski, zakupiła spółkę za nieujawnioną publicznie kwotę.

## Literatura
- Constance Sullivan (Hrsg.): Polaroid: Legacy of Light. New York: A Polaroid Book /A. Knopf 1987
- Brigitte Tast: flashlights/1970s. Polas und Montagen aus Unikat-Heften. Kulleraugen – Visuelle Kommunikation Nr. 47, Schellerten 2015, ISBN 978-3-88842-047-4.